# Jaroslav Popelka (kněz)

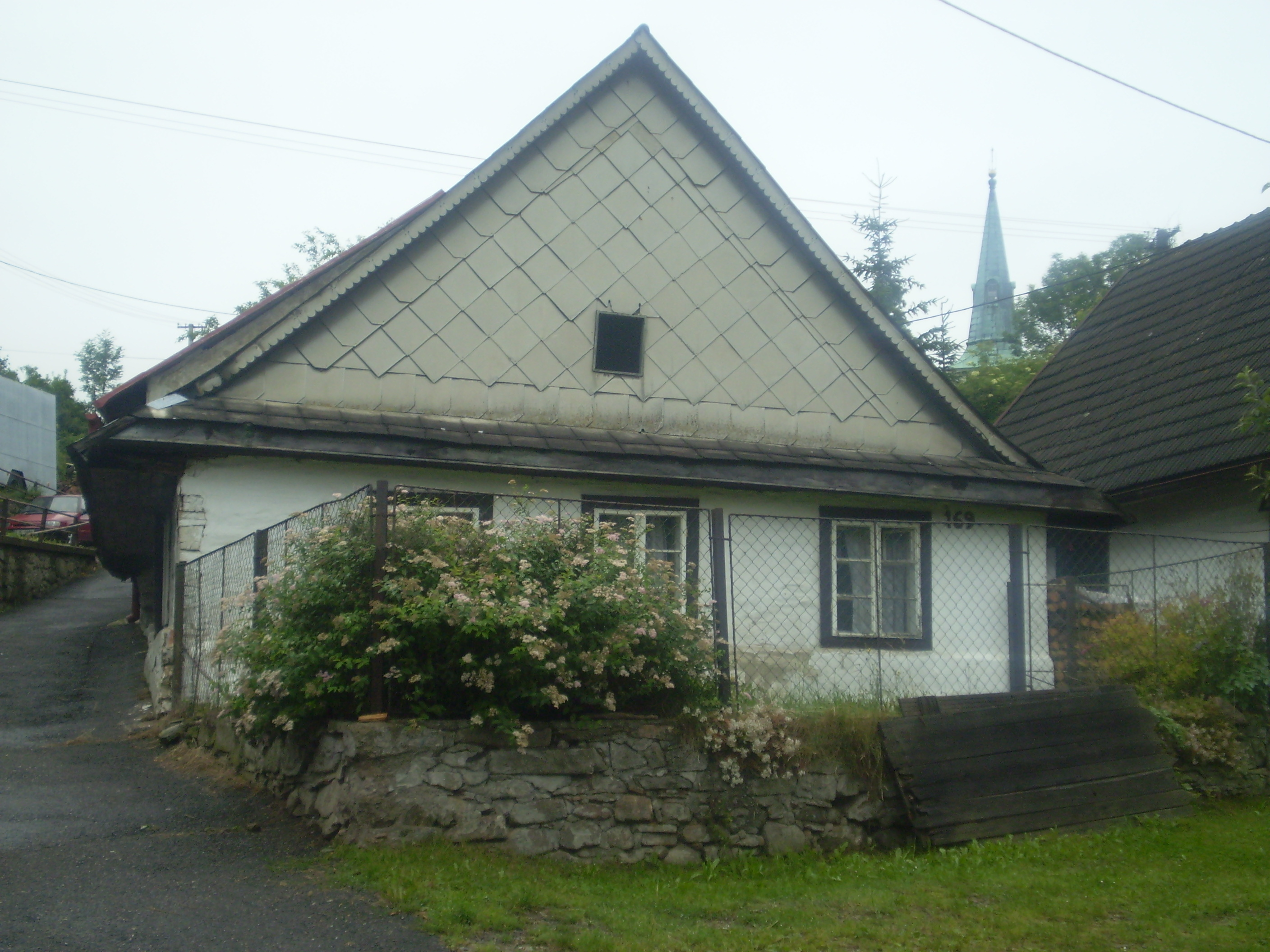
rodný dům

Jaroslav Popelka (12. května 1917, Jimramov, Rakousko-Uhersko – 30. září 1987, Los Angeles, USA) byl český jezuitský kněz a misionář v USA a Kanadě.

## Život
Narodil se 12. května 1917 v Jimramově, kde také navštěvoval obecnou školu. V roce 1930 nastoupil na gymnázium na Velehradě, které po sextě opustil a odešel do Prahy na arcibiskupské gymnázium. Zde dokončil středoškolské vzdělání. Odmaturoval v roce 1938 a dne 7. září vstoupil do řádu Tovaryšstva Ježíšova do noviciátu v Benešově u Prahy. V roce 1940 se stal studentem filosofie, kterou dokončil na Velehradě v roce 1943. V témže roce začal studovat na Teologickém institutu v Praze na Strahově. V prvním roce studia však byl spolu s ostatními studenty zatčen nacisty a do konce války vězněn v Malé pevnosti v Terezíně.
Po návratu odjel studovat teologii na Heytrop College v Anglii. V prvním roce studia byl znovu zatčen, nakonec se v roce 1948 v Anglii dočkal vysvěcení na kněze. V roce 1949, po ukončení studií, byl spolu s Františkem Kovandou a Janem Langem poslán do Londýna, kde se připravovali v koloniálním kurzu na misie do zahraničí. Po únoru 1948 se v Anglii staral o československé emigranty a do roku 1951 objížděl uprchlické tábory po celé Velké Británii. Kromě toho vydával časopis Věstník Cyrilometodějské ligy a také se podílel na vysílání náboženských relací rozhlasové stanice BBC. Protože se v této činnosti osvědčil, byl v roce 1953 vyslán mezi české a slovenské katolíky v Kanadě a USA.
V letech 1956-1970 působil jako misionář v indiánských rezervacích v okolí Huronského jezera v Ontariu. V letech 1966 a 1969 navštívil Československo, kde se setkal se svojí rodinou. Od roku 1970 vedl českou misii v Kalifornii, kde působil hlavně ve městech Los Angeles, San Francisco a San Diego. Zde se mu podařilo vydat český překlad Bible a také Kroniku Zubří země, kterou napsal JUDr. Emil Čermák.
Zemřel dne 30. září 1987 a pohřben byl v Los Angeles.